# El beso (Víctor Delfín)
El beso es una gran escultura pública realizada por el artista peruano Víctor Delfín. La obra fue instalada en 1993 como punto central del Parque del Amor, un espacio ajardinado público frente al Océano Pacífico en el distrito de Miraflores de Lima, Perú. La obra representa a una pareja de enamorados besándose; los modelos que utilizó el autor fueron él mismo y Ana María Ortiz, su compañera.

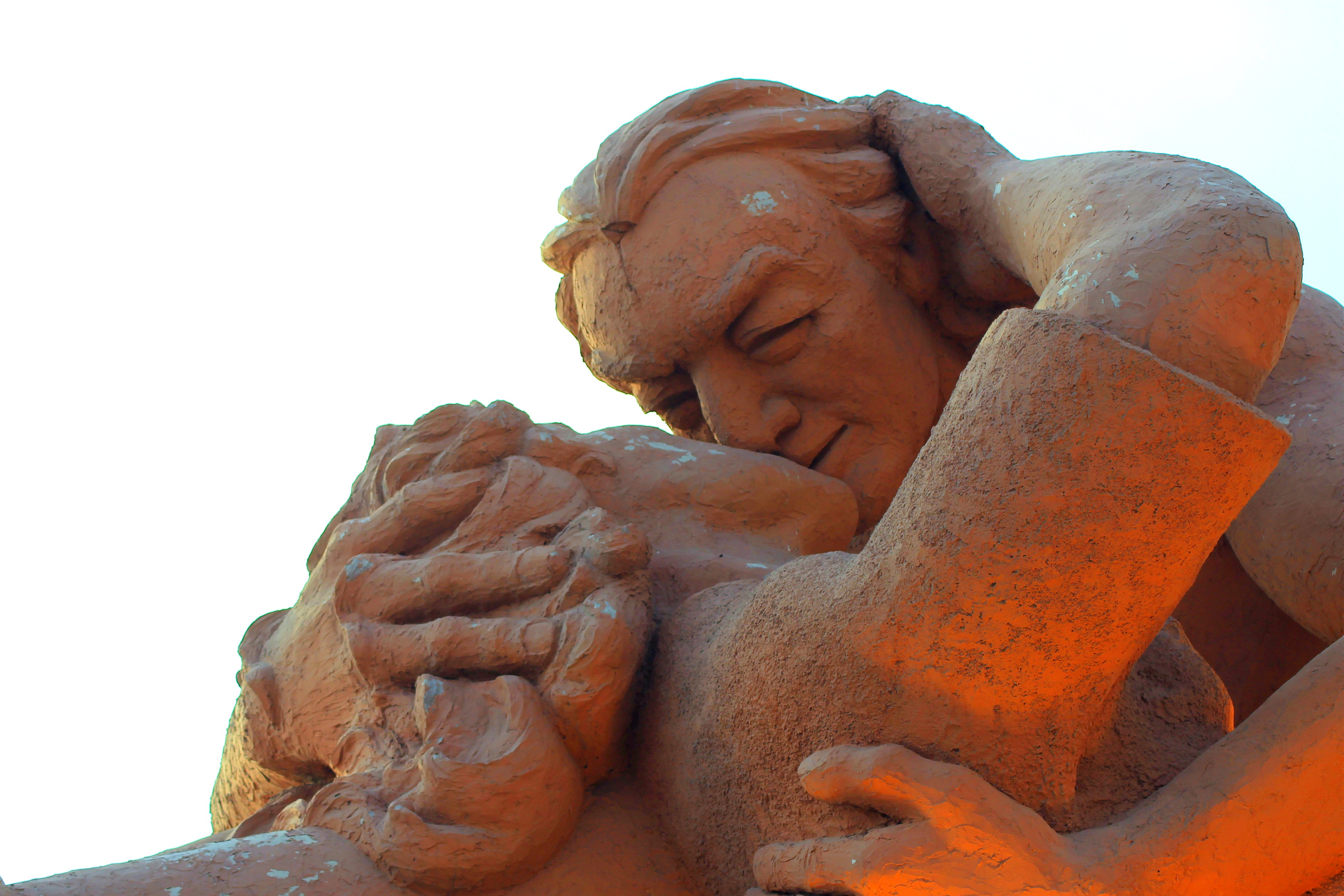
Detalle de los rostros

Fue realizada en concreto y mide 3 metros de alto por 12 de ancho. Tras su inauguración, la escultura causó polémica entre los vecinos del distrito, ya que la consideraban provocativa; además, racistamente, la consideraban ajena a la tradición blanca del barrio, al representar a una pareja mestiza (o cholos). Existe la costumbre que cada 14 de febrero, día del amor, las parejas acudan al parque a besarse a la sombra de la estatua.